# 포드 윈드스타
포드 윈드스타는 미국의 자동차 회사인 포드에서 만들었던 미니밴이다. 1995년에 출시되어 2007년까지 판매된 차종이다.

## 설명
포드 윈드스타는 포드 에어로스타를 대체하기위한 후속 차종으로 등장하였다. 다만 포드 에어로스타는 포드 윈드스타가 출시된 1995년부터 1997년까진 병행 생산되었다. 포드 에어로스타가 완전히 단종된 1998년부터 포드 에어로스타의 대체 후속 차종으로서 정식으로 자리잡았으며 1세대는 1995년~1998년까지 생산, 2세대는 1999년부터 2003년까지 생산, 마지막 세대인 3세대는 2004년부터 2007년까지 생산되었다. 마지막 세대인 3세대는 포드 프리스타라는 이름으로 불리기도 하였다. 포드 프리스타는 2008년을 이후론 단종되었으며 현재는 포드 트랜짓 커넥트가 그자리를 대신하고 있다.

## 같이 보기
- 포드
- 미니밴